# باتراگه
باتراگه (به صربی: Batrage) یک منطقهٔ مسکونی در صربستان است که در توتین، صربستان واقع شده‌است. باتراگه ۱۲۱ نفر جمعیت دارد.